# 29787 Timrenier
29787 Timrenier è un asteroide della fascia principale. Scoperto nel 1999, presenta un'orbita caratterizzata da un semiasse maggiore pari a 2,6147054 UA e da un'eccentricità di 0,1552115, inclinata di 3,56651° rispetto all'eclittica.